# (5022) Roccapalumba
(5022) Roccapalumba es un asteroide perteneciente al cinturón de asteroides descubierto por Walter Ferreri en el Observatorio de La Silla el 23 de abril de 1984. 

## Designación y nombre
Designado provisionalmente como 1969 RZ. Fue nombrado Roccapalumba en honor a Roccapalumba, municipio localizado en Sicilia que apoyó bastante la integración de la Astronomía en el mundo. 

## Características orbitales
(5022) Roccapalumba está situado a una distancia media de 3,146 ua, pudiendo alejarse un máximo de 3,426 ua y acercarse un máximo de 2,866 ua. Tiene una excentricidad de 0,088. 

## Características físicas
Este asteroide tiene una magnitud de 11,7.